# 1660 Wood
Wood (asteróide 1660) é um asteróide da cintura principal, a 1,6660978 UA. Possui uma excentricidade de 0,3038379 e um período orbital de 1 352,29 dias (3,7 anos).
Wood tem uma velocidade orbital média de 19,2529673 km/s e uma inclinação de 20,55319º.
Esse asteróide foi descoberto em 7 de Abril de 1953 por Jacobus Bruwer.
O seu nome é uma homenagem ao astrónomo inglês Harry Edwin Wood.